# Franciszek Kampka
Franciszek Kampka (ur. 1 czerwca 1955 w Raciborzu) – polski socjolog, teolog i etyk, nauczyciel akademicki, były ksiądz katolicki.

## Życiorys
Po otrzymaniu w 1981 święceń kapłańskich był m.in. wikariuszem w parafii św. Wawrzyńca w Strzelcach Opolskich. Ukończył magisterskie studia teologiczne (1975-1981) oraz socjologiczne (1982-1987) na Katolickim Uniwersytecie Lubelskim Jana Pawła II. W 1989 roku uzyskał tytuł doktora socjologii (praca pt. Istota i zadania związków zawodowych w świetle dokumentów społecznych Kościoła, napisana pod kierunkiem prof. Joachima Kondzieli), natomiast w 1995 roku otrzymał stopień naukowy doktora habilitowanego (rozprawa pt. Antropologiczne i społeczne podstawy ładu gospodarczego w świetle nauczania Kościoła). W latach 1989–2001 był pracownikiem naukowym KUL, gdzie wykładał socjologię oraz katolicką naukę społeczną. Podczas pracy na KUL pełnił również funkcje: kierownika katedry Katolickiej Nauki Społecznej (1996-2001), dyrektora Instytutu Socjologii (1996-1998) oraz prorektora ds. nauki, współpracy z zagranicą i promocji uniwersytetu (1998-2001). W 2003 odszedł z kapłaństwa.
Od 2003 roku jest pracownikiem Szkoły Głównej Gospodarstwa Wiejskiego w Warszawie, gdzie kieruje Zakładem Socjologii Struktur i Działań Społecznych Wydziału Nauk Społecznych (do 2012 roku: Wydziału Nauk Humanistycznych). W latach 2006–2008 pełnił funkcje prodziekana Wydziału, natomiast od 2008 roku jest jego dziekanem.
Jeszcze jako duchowny katolicki, Franciszek Kampka pełnił funkcje: członka Komisji Episkopatu Polski Iustitia et Pax (1995-1996), Przewodniczącego Sekcji Wykładowców Katolickiej Nauki Społecznej przy Komisji Episkopatu Polski ds. Nauki Wiary (1996-2002), konsultora Rady ds. Społecznych Episkopatu Polski (1996-2002) oraz członka Rady do Spraw Reform Ustrojowych Państwa przy Prezesie Rady Ministrów (1998-1999). W latach 2002–2003 opiekował się również polskim Duszpasterstwem Akademickim w Londynie.
Aktualnie Franciszek Kampka zajmuje się zagadnieniami związanymi z socjologią ryzyka i socjologią codzienności. W latach 2007–2008 kierował zespołem, badającym społeczny odbiór nowych technologii i kojarzonego z nimi ryzyka na przykładzie potocznego rozumienia technologii fuzji termojądrowej w Polsce (projekt Euroatom TW6-TRE-FESS-B1). Natomiast we wcześniejszych praca z zakresu socjologii i katolickiej nauki społecznej często podejmował temat stosunku Kościoła do związków zawodowych. Opublikował ponad 80 książek i artykułów naukowych. Jest członkiem Polskiego Towarzystwa Socjologicznego oraz stowarzyszeń niemieckich (Europäische Forschungsgesellschaft für Ethik "Societas ethica", Ludwig-Erhard-Stiftung E.V. Bonn, Das Institut Technik-Theologie-Naturwissenschaften w Monachium, Görres-Gesellschaft zur Pflege der Wissenschaft w Bonn oraz Internationale Vereinigung Deutschsprachiger Moraltheologen und Sozialethiker).